# Frances de la Tour
Frances de la Tour   (Bovingdon, 30 de juliol de 1944) és una actriu anglesa, coneguda pel seu paper de Srta. Ruth Jones a la sèrie de televisió Rising Damp del 1974 al 1978. Ha guanyat un premi Tony i tres premis Olivier.
Va fer de Sra. Lintott a l'obra The History Boys a Londres i a Broadway, actuació que li va fer guanyar el premi Tony a millor actriu protagonista en obra de teatre. Va tornar a interpretar aquest paper a la pel·lícula de 2006. Els seus altres papers al cinema inclouen Madame Olympe Maxime a Harry Potter i el calze de foc (2005). A la televisió, ha fet d'Emma Porlock a la sèrie de Dennis Potter Cold Lazarus (1996), de directora Margaret Baron a la sèrie de la BBC Big School i de Violet Crosby a la sèrie Vicious.

## Infantesa
Va néixer a Bovingdon (Hertfordshire, Anglaterra), filla de Moyra (Fessas de soltera) i Charles de la Tour (1909–1982). El cognom també es podia escriure De Lautour, que era la forma en què es va registrar al certificat de naixement a Hemel Hempstead al tercer trimestre de 1944. Tenia ancestres francesos, grecs i irlandesos. Es va educar al liceu francès de Londres i al Drama Centre London.

## Vida personal
Té dos germans: un més gran, Simon; i un més petit, l'actor i guionista Andy de la Tour. Va estar breument casada amb el dramaturg Tom Kempinski. Té un fill i una filla. En una entrevista l'any 2015 va revelar que era descendent de la família aristocràtica Delaval.
És socialista i fou membre del Partit Revolucionari dels Treballadors els anys 1970.

## Filmografia

### Pel·lícules
| Any  | Títol                                            | Paper                          | Notes           |
| ---- | ------------------------------------------------ | ------------------------------ | --------------- |
| 1970 | Country Dance                                    | Infermera de districte         |                 |
| 1970 | Every Home Should Have One                       | Maud Crape                     |                 |
| 1972 | Our Miss Fred                                    | Srta. Lockhart                 |                 |
| 1976 | To the Devil a Daughter                          | Major de l'exèrcit de salvació |                 |
| 1977 | Wombling Free                                    | Julia Frogmorton               |                 |
| 1980 | Rising Damp                                      | Srta. Ruth Jones               |                 |
| 1990 | Strike It Rich                                   | Sra. De Vere                   |                 |
| 1993 | Genghis Cohn                                     | Dr. Helga Freuchtwanger        |                 |
| 1999 | The Cherry Orchard                               | Charlotte Ivanova              |                 |
| 2003 | Love Actually                                    | Amant lesbiana                 | Sense acreditar |
| 2005 | Harry Potter i el calze de foc                   | Madame Olympe Maxime           |                 |
| 2006 | The History Boys                                 | Dorothy Lintott                |                 |
| 2010 | El llibre d'Eli                                  | Martha                         |                 |
| 2010 | Alice in Wonderland                              | Tieta Imogene                  |                 |
| 2010 | National Theatre Live: The Habit of Art          | Kay                            |                 |
| 2010 | Harry Potter i les relíquies de la Mort (Part 1) | Madame Olympe Maxime           |                 |
| 2010 | The Nutcracker in 3D                             | Frau Eva / la reina rata       |                 |
| 2011 | Hugo                                             | Madame Emile                   |                 |
| 2012 | National Theatre Live: People                    | Dorothy Stacpoole              |                 |
| 2012 | Soldat Peaceful                                  | Àvia Wolf                      |                 |
| 2012 | Suspension of Disbelief                          | Nesta Rich-Harrick             |                 |
| 2013 | Trap for Cinderella                              | Elinor                         |                 |
| 2014 | Into the Woods                                   | La geganta                     |                 |
| 2015 | Mr. Holmes                                       | Madame Schirmer                |                 |
| 2015 | Survivor                                         | Sally                          |                 |
| 2015 | La dama de la furgoneta                          | Ursula Vaughan Williams        |                 |
| 2015 | Ja t'enyoro                                      | Jill                           |                 |
| 2016 | Alice Through the Looking Glass                  | Tieta Imogene                  |                 |
| 2020 | Dolittle                                         | Drac                           | Veu en anglès   |
| 2020 | Enola Holmes                                     | Àvia de Tewksbury              |                 |

### Televisió
| Any       | Títol                                 | Paper                   | Notes                 |
| --------- | ------------------------------------- | ----------------------- | --------------------- |
| 1970      | NBC Experiment in Television          | Secretària d'ajuda      | 1 episodi             |
| 1971      | The Marty Feldman Comedy Machine      | Diversos personatges    | 2 episodis            |
| 1973      | Crime of Passion                      | Marie Villars           | 1 episodi             |
| 1976      | Crown Court                           | Anne Scofield           | 1 episodi             |
| 1974–1976 | Play for Today                        | Marcia / Maria          | 2 episodis            |
| 1977      | The Galton & Simpson Playhouse        | La dona                 | 1 episodi             |
| 1977      | Maggie: It's Me                       | Maggie                  | Curt                  |
| 1977      | Cottage to Let                        | Elsie Pope              | 1 episodi             |
| 1974–1978 | Rising Damp                           | Ruth                    | 24 episodis           |
| 1979      | Leave It to Charlie                   | Srta. Grimshaw          | 1 episodi             |
| 1980      | Flickers                              | Maud                    | Minisèrie; 6 episodis |
| 1982      | ITV Playhouse                         | Jean                    | 1 episodi             |
| 1983      | The Bounder                           | Celia                   | 2 episodis            |
| 1984      | Ellis Island                          | Millie Renfrew          | Minisèrie; 1 episodi  |
| 1985      | Murder with Mirrors                   | Srta. Bellaver          | Telefilm              |
| 1985      | Duet for One                          | Stephanie Anderson      | Telefilm              |
| 1986      | Unnatural Causes                      | Marcia                  | 1 episodi             |
| 1987      | Clem                                  | Mare                    | Telefilm              |
| 1988      | A Kind of Living                      | Carol Beasley           | 3 episodis            |
| 1991      | Bejewelled                            | Beatrice                | Telefilm              |
| 1993      | Every Silver Lining                   | Shirley Silver          | 6 episodis            |
| 1993      | Stay Lucky                            | Paddy Bysouth           | 1 episodi             |
| 1994      | Downwardly Mobile                     | Rosemary                | 7 episodis            |
| 1996      | Cold Lazarus                          | Emma Porlock            | Minisèrie; 4 episodis |
| 1997      | The History of Tom Jones, a Foundling | Tieta Western           | Minisèrie; 5 episodis |
| 1998      | Heartbeat                             | Tessa                   | 1 episodi             |
| 2001      | Eddy and the Bear                     | Narradora               | Veu                   |
| 2003      | Born and Bred                         | Eugenia Maddox          | 2 episodis            |
| 2004      | Poirot                                | Salome Otterbourne      | 1 episodi             |
| 2004      | Waking the Dead                       | Alice Taylor-Garnett    | 2 episodis            |
| 2005      | Sensitive Skin                        | Sarah Thorne            | 1 episodi             |
| 2006      | Agatha Christie's Marple              | Sra. Maud Dane Calthrop | 1 episodi             |
| 2006      | New Tricks                            | Professora Styles       | 1 episodi             |
| 2006      | 3 lbs.                                | Dra. Haliday            | 1 episodi             |
| 2013–2014 | Big School                            | Sra. Baron              | 12 episodis           |
| 2016      | Outlander                             | Mare Hildegarde         | 4 episodis            |
| 2013–2016 | Vicious                               | Violet Crosby           | 14 episodis           |
| 2016      | The Collection                        | Yvette Sabine           | 8 episodis            |
| 2017      | Man in an Orange Shirt                | Sra. March              | Minisèrie; 1 episodi  |
| 2017      | The Highway Rat                       | El conill               | Veu; curt             |
| 2018      | Vanity Fair                           | Lady Matilda Crawley    | Minisèrie; 3 episodis |
| 2021      | The Prince                            | Reina Elisabet II       | Veu en anglès         |
| 2021      | Professor T.                          | Adelaide                |                       |

## Premis i nominacions
| Any  | Premi                                | Categoria                     | Treball nominat            | Resultat   |
| ---- | ------------------------------------ | ----------------------------- | -------------------------- | ---------- |
| 1980 | Premi Olivier                        | Millor actriu en obra nova    | Duet for One               | Guanyadora |
| 1980 | Premi de Cinema Evening Standard     | Millor actriu                 | Rising Damp                | Guanyadora |
| 1983 | Premi Olivier                        | Millor actriu en revival      | A Moon for the Misbegotten | Guanyadora |
| 1986 | Premi BAFTA de televisió             | Millor actriu                 | Duet for One               | Nominada   |
| 1992 | Premi Olivier                        | Millor actriu secundària      | When She Danced            | Guanyadora |
| 1995 | Premi Olivier                        | Millor actriu                 | Les Parents Terribles      | Nominada   |
| 2006 | Premi Drama Desk                     | Millor actriu en obra teatral | The History Boys           | Guanyadora |
| 2006 | Premi Tony                           | Millor actriu en obra teatral | The History Boys           | Guanyadora |
| 2006 | Premi de Cinema Independent Britànic | Millor actriu                 | The History Boys           | Nominada   |
| 2007 | Premi BAFTA                          | Millor actriu secundària      | The History Boys           | Nominada   |
| 2014 | Premi BAFTA de televisió             | Millor actriu còmica          | Vicious                    | Nominada   |